# كوخ نوتنغهام
كوخ نوتنغهام (Nottingham Cottage) هو منزل يقع ضمن أراضي قصر كنسينغتون في لندن. ويُعد من ممتلكات "السكن المجاني تكريمًا للخدمة" (grace-and-favour)، مما يعني أنه يُمنح للإقامة دون مقابل لأفراد من العائلة المالكة البريطانية أو لموظفين وعاملين في الخدمة الملكية. وقد شغل هذا المنزل عدد من أفراد العائلة المالكة على مر السنوات، إلى جانب بعض العاملين في القصر.

## التصميم والموقع
كوخ نوتنغهام هو منزل يقع ضمن أراضي قصر كنسينغتون في لندن. يُعرف المنزل بسقوفه المنخفضة، حيث اضطر بعض سكانه السابقين، مثل أمير ويلز ودوق ساسكس، إلى الانحناء داخل الغرف لتجنّب الاصطدام بالسقف. وصفت ماريون كراوفورد، التي أقامت في الكوخ بين عامي 1948 و1950، المكان بأنه "حلم مصنوع من الطوب الأحمر المعتّق... تحيط به الورود عند الباب".
تبلغ مساحة الكوخ حوالي 1,324 قدمًا مربعًا (ما يعادل 123 مترًا مربعًا)، ويقع بالقرب من منزلين آخرين يُمنحان على سبيل "السكن المجاني تكريمًا للخدمة"، وهما كوخ آيفي (Ivy Cottage) وكوخ رين (Wren Cottage).
صُمم الكوخ على يد المعماري كريستوفر رين، ويعود اسمه إلى "منزل نوتنغهام"، وهو المقر السابق لدانيال فينش، إيرل نوتنغهام الثاني. وفي عام 1689، باع فينش المنزل للملك ويليام الثالث والملكة ماري الثانية، اللذين قاما بتطوير العقار ليصبح "منزل كنسينغتون"، والذي تحوّل لاحقًا إلى قصر كنسينغتون.

## تاريخ
كان كوخ نوتنغهام في السابق موطنًا للأمير هنري، دوق غلوستر، وزوجته، الأميرة أليس، دوقة غلوستر.  عند تقاعدها في عام 1948، تم منح المنزل مدى الحياة لماريون كروفورد، المربية السابقة للأميرة إليزابيث ومارجريت. قامت كوين ماري، جدة الأميرات، بتزيين المنزل بأثاث من العصر الفيكتوري ومطبوعات من الزهور لها تقديراً لخدمة كروفورد. غادرت كروفورد الكوخ في عام 1950 في أعقاب بيعها قصصًا عن العائلة المالكة للصحف، والتي تم الكشف عنها علنًا من قبل محرر صنداي إكسبريس جون جوردون في محاولة للضغط عليها لتقديم المزيد من القصص والمقالات إليه. 
تم بعد ذلك إقراض المنزل إلى مايلز هانت ديفيس، السكرتير الخاص لدوق إدنبرة وزوجته أنيتا.  كما احتل المنزل الريفي روبرت فيلوز، السكرتير الخاص لإليزابيث الثانية، وزوجته ليدي جين فيلوز، أخت ديانا، أميرة ويلز. 
استخدم الأمير وليام، دوق كامبريدج، وكاثرين، دوقة كامبريدج، نوتنغهام كوتيدج كمقر إقامة في لندن بعد زواجهما من عام 2011 إلى عام 2013، حيث قسموا وقتهم بين الكوخ ومنزلهم في عقارات بودورجان في ويلز.  تم إعادة تزيين الكوخ للزوجين من قبل المصممة الداخلية كيلي هوبين.  أقام الدوق والدوقة هناك مع ابنهما الأمير جورج بعد ولادته، قبل أن ينتقل في أكتوبر 2013 إلى قصر كنسينغتون. 
انتقل الأمير هاري إلى كوخ نوتنغهام كوتيدج قادماً من كلارنس هاوس بعد مغادرة شقيقه بعد تركه للجيش.  إنه أيضًا المكان الذي طلب فيه الأمير هاري الزواج من ميغان ماركل، ثم أقاما معًا في الكوخ بعد خطوبتهما. في أبريل 2019، انتقل الزوجان إلى Frogmore Cottage قبل ولادة طفلهما الأول.
بعد زفافهما، أفيد أن الأميرة بياتريس وزوجها إدواردو مابيلي موزي، كانا على وشك الانتقال إلى الكوخ.